# Geschichte Ecuadors
Die Geschichte Ecuadors umfasst die Entwicklungen auf dem Gebiet der Republik Ecuador von der Urgeschichte bis zur Gegenwart. Sie lässt sich in acht Perioden einteilen. Die Region wurde bis ins 15. Jahrhundert von mehreren unabhängigen Völkern bewohnt. Für etwa ein Jahrhundert herrschten die Inkas über das Gebiet. Zwischen den 1530er und den 1820er Jahren war Ecuador spanische Kolonie. Zwischen 1810 und 1830 erlebte das Land den Unabhängigkeitskrieg und wurde Teil von Großkolumbien und danach unabhängiger Staat. Mitte des 19. Jahrhunderts bis in die 1920er Jahre war das Land geprägt durch die Auseinandersetzungen zwischen „konservativen“ Kräften aus der Sierra und „liberalen“ Fraktionen aus der Costa, wobei der Exportboom von Kakao für eine dominante Stellung letzterer sorgte. Zwischen 1925 und 1947 war Ecuador geprägt von politischem Chaos, dem Zusammenbruch der Kakaoindustrie sowie der Weltwirtschaftskrise. Von 1947 bis in die 1960er Jahre erlebte das Land einen ökonomischen Aufschwung dank dem Anbau von Bananen und ersten Ansätzen einer Industrialisierung. Seit 1973 bestimmt die Erdöl-Produktion die wirtschaftliche und politische Stabilität des Landes in zentraler Weise mit.

## Präinkazeit
Die Präinkazeit kann ihrerseits in vier Abschnitte gegliedert werden:
- Präkeramik
- Formative Periode
- Periode regionaler Entwicklung
- Integrierende Periode und Ankunft der Inkas

### Präkeramik
Der Beginn der Präkeramikzeit fällt mit dem Ende der letzten Eiszeit und dem Einsetzen des Holozäns zusammen. Sie dauerte bis zirka 4200 v. Chr.

#### Las-Vegas-Kultur
Die älteste bekannte Kulturstufe Ecuadors war die Las-Vegas-Kultur (9000 bis 6000 v. Chr.). Sie konzentrierte sich auf die Pazifikküste mit Schwerpunkt auf der Santa-Elena-Halbinsel. In ihrer Entwicklung lassen sich drei Phasen unterscheiden. Zu Anfang waren ihre Kulturträger vorwiegend Jäger und Sammler, die auch Fischfang betrieben. Ab rund 6000 v. Chr. wurde zum Ackerbau übergegangen, es wurden folglich Flaschenkürbis und Mais kultiviert. Die best erhaltenen menschlichen Überreste aus dieser Epoche sind die so genannten Liebenden von Sumpa, die im Kulturzentrum von Santa Elena ausgestellt werden.

#### Inga-Kultur
Die Menschen der Inga-Kultur (9000 bis 8000 v. Chr.) waren spezialisierte Jäger der Sierra im Umfeld von Quito. Mehrere, an einer uralten Handelsroute gelegene Fundstätten, können ihr zugewiesen werden. Die gefundenen Steinwerkzeuge aus vorwiegend Obsidian weisen große Ähnlichkeiten mit vergleichbaren Funden der Fell’s Höhle in Südchile und selbst mit den Riefenspitzen der nordamerikanischen Clovis-Kultur auf.

### Formative Periode
Während der dreiteiligen Formativen Periode erfolgte der Übergang von einer Jäger- und Sammlerexistenz mit einfachem Ackerbaumethoden hin zu einer komplexeren Gesellschaft mit nachhaltigen Entwicklungen (Steigerung der landwirtschaftlichen Produktivität und erstmaliger Gebrauch von Keramik). Im Küstenbereich entstanden die Valdivia-Kultur, die Machalilla-Kultur und die Chorrera-Kultur, im zentralen Bereich der Sierra die Cotocollao-Kultur und die Chimba-Kultur. Im Osten Ecuadors (Oriente) bildeten sich die Mayo-Chinchipe-Kultur (4500 v. Chr. bis 1532), die Pastaza-Kultur, die Chiguaza-Kultur und andere. In den Südprovinzen Cañar und Azuay profilierten sich zwischen 2000 v. Chr. und 600 die Cerro-Narrío-Kultur und die Chaullabamba-Kultur.

#### Valdivia-Kultur
Im 40. Jahrhundert v. Chr. setzte in der Küstenregion mit der Valdivia-Kultur die Ältere Formative Periode ein. Ihre reichhaltigen, unter den über ganz Ecuador verstreuten Artefakten finden sich die ältesten Keramiken Amerikas, darunter Schalen und Töpfe. Auch Webrahmen waren bereits bekannt. Aus Ton wurden Frauenfigurinen gefertigt, die wohl bei religiösen Fruchtbarkeitsriten Verwendung fanden. Bemalte Muschelschalen wurden zu Masken umgestaltet. Erstmals wurde jetzt auch auf mit Segeln besetzten Flößen das Meer befahren. Handelsbeziehungen bestanden zu Stämmen im Anden- und Amazonasraum.

#### Stadtkultur im Amazonasgebiet (ab etwa 500 v. Chr.)
Anfang 2024 veröffentlichten Archäologen nach Jahrzehnten der Beforschung, dass am Río Upano fünf größere und zehn kleinere Siedlungen entdeckt worden waren, womit dort erstmals für die Zeit um 500 v. Chr. stadtartige Siedlungen belegt werden konnten („Gartenstädte“). In einem 300 km² großen Gebiet fanden sich rund 6000 künstlich aufgeschüttete, rechteckige Plattformen, deren Fläche meist 10 mal 20 m aufwies und die 2 bis 3 m hoch aufragen. Vermutlich zentraler Ort war eine Siedlung 35 km vom Sangay-Vulkan entfernt. Das von Kanälen und breiten Straßen durchzogene Gebiet wurde bis etwa 300/600 n. Chr. unterhalten. Francisco de Orellana, der 1541 von diesen Gartenstädten berichtet hatte, fand keinen Glauben.

#### Machalilla-Kultur
Die Mittlere Formative Periode wird durch die Machalilla-Kultur repräsentiert, sie bestand zwischen dem 18. und dem 10. Jahrhundert v. Chr. Ihre Keramik war eine nahtlose Weiterentwicklung aus der Valdivia-Kultur, sie war jedoch generell dünnwandiger. Als Neuerungen traten Bügelgefäße und anthropomorphe Gefäße erstmals auf. Es wurden auch Statuetten gefunden, die den seltsamen Brauch der Schädeldeformation darstellen.

#### Chorrera-Kultur
Die zur Jüngeren Formativen Periode zählende Chorrera-Kultur lässt sich ab dem 12. Jahrhundert v. Chr. nachweisen. Ihre Existenzgrundlage basierte bereits vorwiegend auf der Landwirtschaft. Neben Mais und Gartenbohne wurden auch Kalebassen und Kürbisse (Cucurbitaceae) angebaut. Gegen Ende der Kultur, das durch den Vulkanausbruch des Pululahua um 476 v. Chr. beschleunigt wurde, kam erstmals der Goldhandel auf.

### Periode regionaler Entwicklung

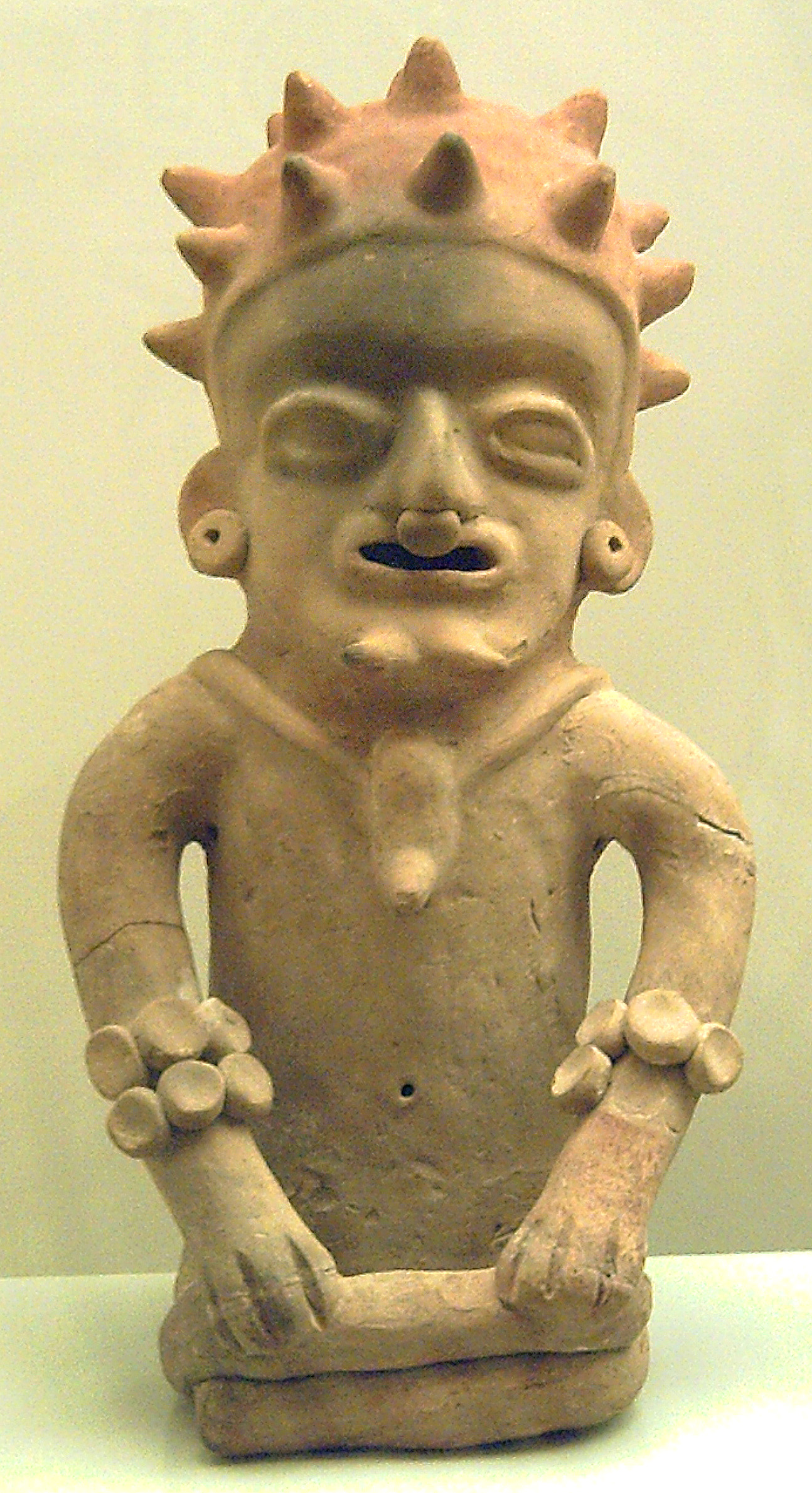
Figur der Bahía-Kultur, 300 v. Chr. bis 500 n. Chr.

Die Periode regionaler Entwicklung dauerte in etwa von 500 v. Chr. bis 500 n. Chr. Ihre Bezeichnung nimmt Bezug auf den hohen sozialen und politischen Organisationsgrad der damaligen Kulturen, deren autonome Gebilde vorwiegend natürlichen, geographischen Gegebenheiten folgten. Die Gesellschaften waren jetzt arbeitsteilig organisiert mit Priestern, Töpfern, Webern, Bauern und Händlern als Berufsständen. Im Küstenbereich Ecuadors etablierten sich die Tumaco-La-Tolita-Kultur, die Guangala-Kultur, die Tejar-Daule-Kultur, die Jama-Coaque-Kultur und die Bahía-Kultur.

#### Tumaco-La-Tolita-Kultur
Im Küstengebiet Nordecuadors und Südkolumbiens war ab dem 10. Jahrhundert v. Chr. die Tumaco-La-Tolita-Kultur anzutreffen. Ihre Handelsbeziehungen reichten bis nach Nordperu und in die Andenregion um Quito. Die Goldverarbeitung begann wegen der unweit im Hinterland liegenden Seifen schon sehr früh, das Edelmetall wurde später aber meist zu Tumbaga legiert. Überhaupt erstmals in der Kulturgeschichte war die Verwendung von Platin im Zeremonialzentrum La Tolita Platin. Die Kultur bestand bis zum Beginn des 5. Jahrhunderts.

#### Guangala-Kultur
Die Guangala-Kultur breitete sich ab dem 3. Jahrhundert v. Chr. im Gebiet zwischen Pazifikküste und der Cordillera Chongón-Colonche aus. Wesensmerkmale sind delikat gearbeitete Keramiken sowie anthropomorphe und zoomorphe Skulpturen. Zum ersten Mal wird in Ecuador Kupfer verarbeitet und gegen Ende der Kultur im 5. Jahrhundert aufgrund der Handelskontakte mit der Tumaco-La-Tolita-Kultur auch Gold und Platin.
In Cochasqui im Hochland findet sich monumentale Architektur der Prä-Inka-Zeit, welche einen südlichen Bereich der Tumaco-La-Tolita-Kultur einnahm und zwischen 950 und 1550 nach Christus datiert.

#### Capulíkultur
Nördlich von Quito ist von 850 bis 1500 in Ecuador die Capulíkultur fassbar.

## Inkazeit

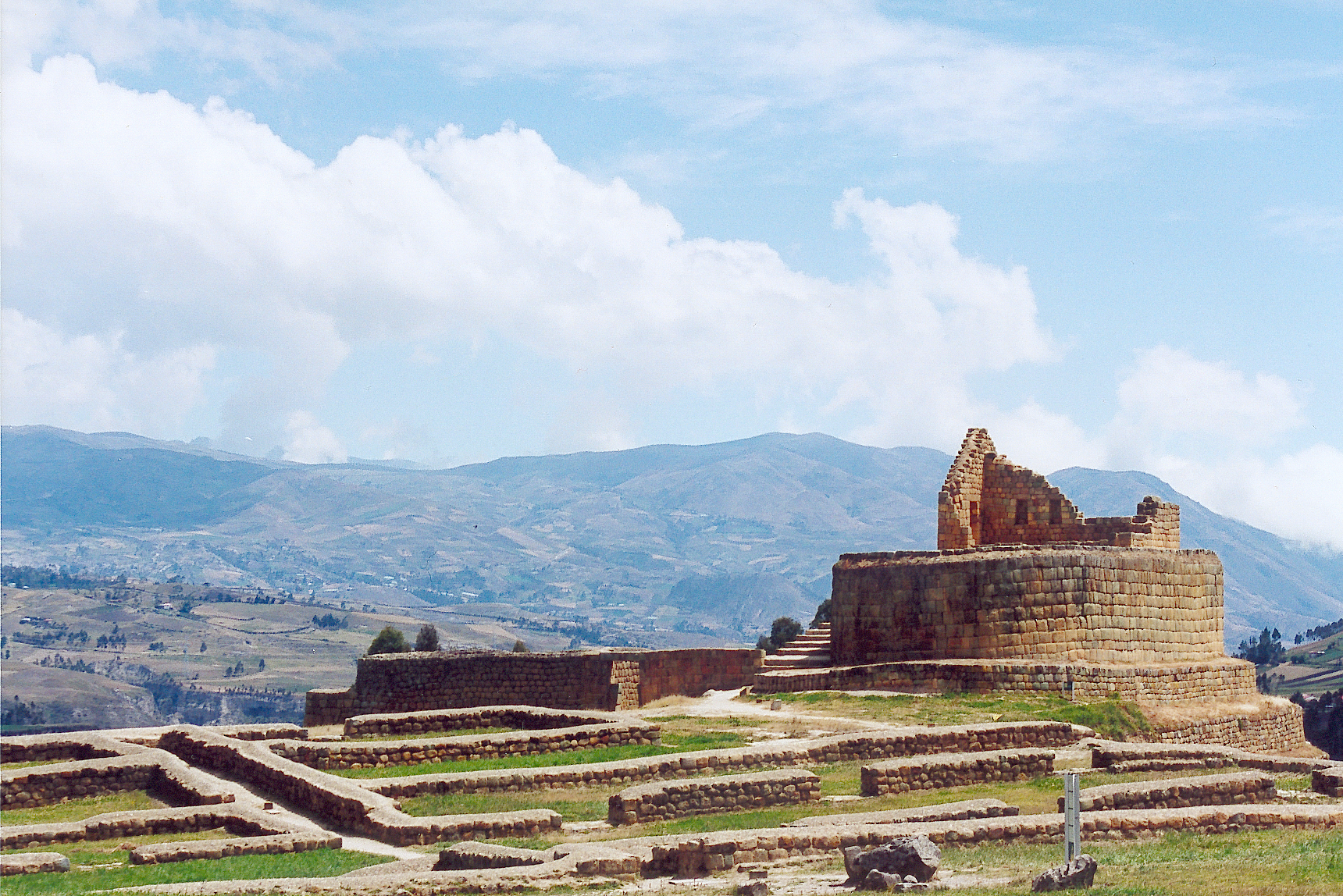
Inka-Ruinen in Ingapirca

Gegen Ende des 15. Jahrhunderts eroberten die Inka unter der Herrschaft von Túpac Yupanqui in langwierigen Kämpfen gegen die Quitu-Cara das Gebiet bis in die Gegend von Pasto (heute Südkolumbien) und etablierten den Hauptort Quito als nördliche Hauptstadt ihres Reiches. Von hier aus errang der letzte Inka-Herrscher Atahualpa in einem mehrjährigen Bürgerkrieg gegen seinen Bruder Huáscar die Macht.

## Conquista und Kolonialzeit
Im Zuge der Conquista eroberte kurz darauf Sebastián de Belalcázar, ein Hauptmann des Francisco Pizarro, die Gebiete zwischen dem heutigen Peru und dem Chibchareich und gründete 1534 die heutige Hauptstadt San Francisco de Quito. Von hier aus entdeckte die Expedition des Gonzalo Pizarro 1546 den Amazonas, weshalb Ecuador immer wieder, aber letztlich vergeblich Anspruch auf einen Zugang zu diesem Strom erhob.
Als Vorläufer des heutigen Ecuador bestand während der gesamten Kolonialzeit die Real Audiencia de Quito, die mit nicht immer genau bestimmten Grenzen zum Vizekönigreich Peru und später zum von Peru abgetrennten Vizekönigreich Neugranada gerechnet wurde.
Im Jahre 1802 bereiste und erforschte Alexander von Humboldt die Gegend und bestieg den Pichincha sowie die Hänge des Chimborazo.

## Unabhängigkeit und Großkolumbien
Im Bereich der Real Audiencia von Quito begannen die Bestrebungen nach Selbstbestimmung bereits 1809. Die 1810 ausgerufene erste Unabhängigkeit von Ecuador, der „Staat Quito“, dauerte allerdings nur bis 1812, da vor allem die Spanier Perus ihre Truppen entsandten und die Separatisten militärisch besiegten. Danach wurden jegliche Aufstandstendenzen von den Spaniern nachhaltig unterdrückt.

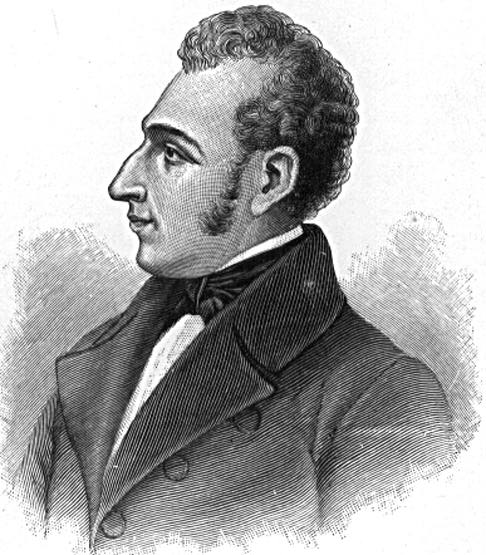
Sucre

Mit der Befreiung Neu-Granadas 1819 keimte erneut Hoffnung auf, die einen Aufstand in Guayaquil auslöste. Mit der Hilfe von außen, die zuerst von der argentinisch-chilenischen Expedition von San Martín in Peru und später aus Großkolumbien von Simón Bolívar kam, gelang es schließlich Antonio José de Sucre, im Auftrag Bolívars, die Spanier im Jahre 1822 in der Schlacht am Pichincha bei Quito endgültig zu besiegen und aus dem Land zu vertreiben. Die Schlacht am Pichincha (24. Mai 1822) brachte neben der Unabhängigkeit die Einverleibung als südliches Departement von Bolívars Großkolumbien, das auch die Gebiete der heutigen Staaten Ecuador, Kolumbien, Venezuela und Panama, das bereits zur Kolonialzeit zu Neu-Granada gehört hatte, umfasste.
Die Republik Ecuador entstand im Jahre 1830 aus dem Zerfall Großkolumbiens. Die Namensgebung geht auf die französisch-spanische Expedition (unter Beteiligung von Charles Marie de La Condamine, Pierre Bouguer, Louis Godin, sowie von Jorge Juan und Antonio de Ulloa) zurück, die im 18. Jahrhundert unter anderem zum ersten Mal die genaue Lage des Äquators vermessen hatte.
Erster Präsident der Republik Ecuador wurde General Juan José Flores, ein Parteigänger Simón Bolívars. Er galt als Drahtzieher und Hauptprofiteur des nur auf unterster Ebene aufgeklärten Mordes an Sucre, der ebenfalls für das Amt kandidiert hatte. Er wurde 1845 durch die sogenannte Märzrevolution gestürzt. Wie schon in der Kolonialzeit verlor Ecuador Gebiete, vor allem in den östlichen, von Urwald bedeckten Landesteilen, an Peru.
1832 annektierte Ecuador die bis dahin mehr oder weniger unbewohnten und herrenlosen Galápagos-Inseln, die in etwa 1000 km Entfernung vor der Küste des Landes liegen. Drei Jahre später, 1835, besuchte Charles Darwin im Rahmen der britischen Expedition der Beagle die Inselgruppe und sammelte dort Erkenntnisse, die ihn später zur Entwicklung der Evolutionstheorie führten.
Die gesamte weitere Geschichte des Landes war durch die schroffen Gegensätze zwischen Liberalen und Konservativen, Großgrundbesitzern und der indigenen landlosen Bevölkerung, Mestizen und Indianern, den rückständigen Provinzen und den Städten, dem Hochland und der Küste sowie der Konkurrenz zwischen der Hauptstadt Quito und der größten Hafenstadt Guayaquil geprägt. Diese Gegensätze bewirkten eine mehr oder weniger bis heute durchgängig chaotische politische Entwicklung, die in kurzer Folge immer wieder durch Putsch und Gegenputsch, kurzen Bürgerkriegsepisoden und regionalen Partikularismus gekennzeichnet war. Zeitweise „regierten“ in Ecuador bis zu drei nominelle Staatsoberhäupter gleichzeitig.

## Moreno-Herrschaft und Liberale Revolution

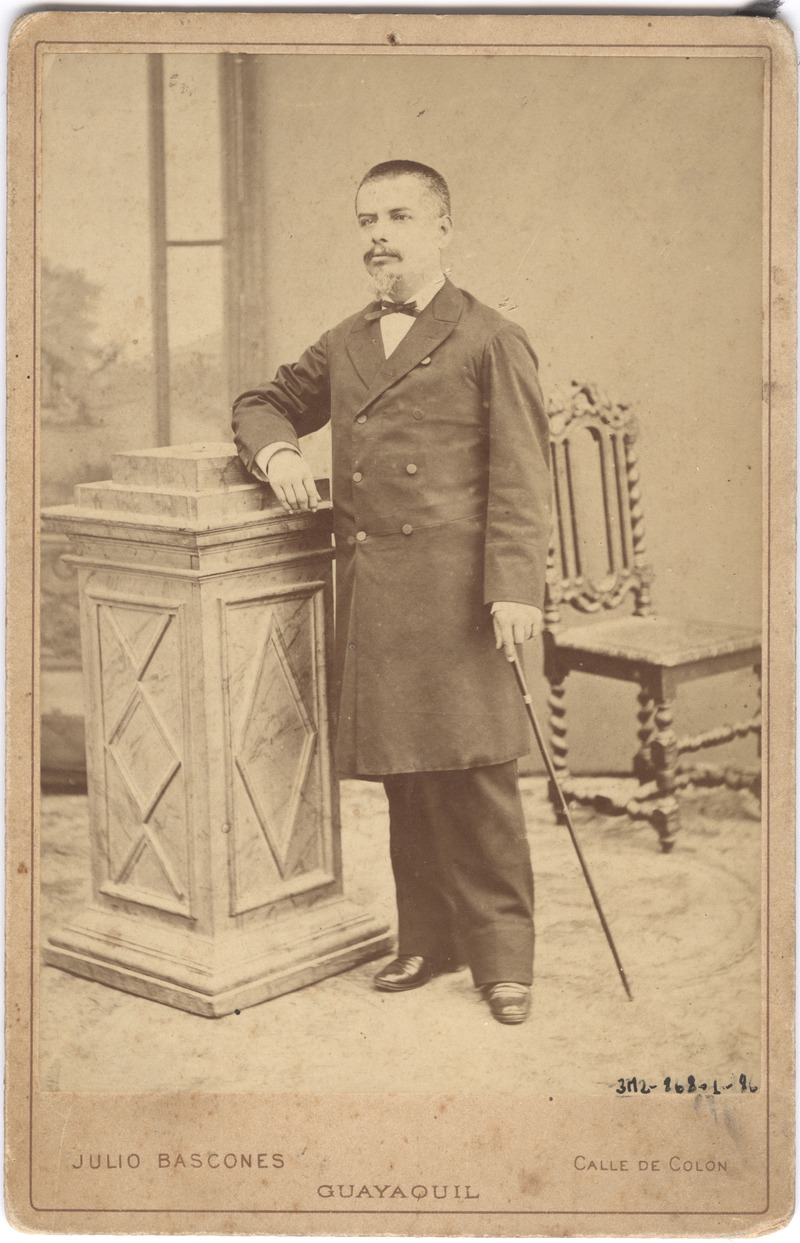
Eloy Alfaro

Die zweite Hälfte des 19. Jahrhunderts war geprägt durch die Auseinandersetzungen zwischen konservativen und liberalen politischen Kräften. Nach der Absetzung von General Flores in der Märzrevolution dominierten zunächst liberale Kräfte, bevor der klerikal-konservative Gabriel García Moreno (in Allianz mit Flores) als Sieger aus dem Bürgerkrieg der „Nationalen Krise“ der Jahre 1859/1860 hervorging. Er verfolgte während seiner beiden Präsidentschaften ein umfassendes, vor allem auf das Bildungswesen und die Infrastrukturentwicklung ausgerichtetes Modernisierungsprogramm. Andererseits unterdrückte er politische Gegner mit harter Hand, strebte an, das Land an fundamentalchristlich-katholischen Werten auszurichten, und räumte Ordensgemeinschaften wie den Jesuiten großen Einfluss ein. So weihte er Ecuador als erstes Land der Herz-Jesu-Verehrung, einem Kult, der im 19. Jahrhundert für die Ablehnung des Liberalismus stand. Er wurde 1875 ermordet.
Es folgten 20 Jahre erneuter politischer Instabilität. 1895 kam durch einen Putsch in Guayaquil der bereits seit über 20 Jahren an Aufständen gegen verschiedene Regierungen beteiligte General Eloy Alfaro an die Macht, und mit ihm begann die Epoche der Liberalen Revolution, die erneut ein insbesondere bildungs- und infrastrukturorientiertes Modernisierungsprogramm implementierte. Dies geschah allerdings unter der Moreno-Herrschaft entgegengesetzten Vorzeichen: Alfaro und seine Mitstreiter säkularisierten konsequent den ecuadorianischen Staat: Sie konfiszierten Kirchengüter, führten Religionsfreiheit und Zivilehe ein und stärkten die Oberhoheit des Staates im Bildungswesen. Alfaro wurde 1911 durch einen Putsch gestürzt, nachdem er versucht hatte, seinen gewählten Nachfolger Estrada zum Rückzug zu bewegen, um weiter regieren zu können. 1912 wurde er nach einem erneuten Versuch, die Macht zu ergreifen, festgenommen und gefangengesetzt. Er wurde im Gefängnis ermordet, sein Leichnam öffentlich verbrannt.

## 20. Jahrhundert

### Politische Geschichte
Nach der Liberalen Revolution lösten sich auch im 20. Jahrhundert gewählte und durch Militärputsch installierte Regierungen in raschem Wechsel ab, eine Festigung demokratischer Institutionen scheiterte am Einfluss des ecuadorianischen Militärs. Im Durchschnitt wurde die jeweilige Regierung etwa alle eineinhalb Jahre durch einen militärischen oder zivilen Putsch gestürzt. Seit den 1940er Jahren wurden in Ecuador Erdölfelder gefunden und gefördert, was besonders in den 1970er Jahren zu einer Phase wirtschaftlichen Wachstums und relativer politischer Stabilität, allerdings meist unter Militärregierungen, führte. Ecuador gehört zu der 1969 gegründeten Andengemeinschaft, die seit 1995 eine Freihandelszone zwischen den Mitgliedsstaaten aufgebaut hat.
Eine bedeutende Rolle spielte jahrzehntelang der konservative Populist José María Velasco Ibarra (1893–1979). Er war insgesamt fünfmal Präsident:
- 1934–1935
- 1944–1947 (beendet durch einen Staatsstreich des Verteidigungsministers Carlos Mancheno Cajas; dieser amtierte 25. bis 31. August 1947)
- 1952–1956 (die Verfassung verbot jedoch eine sofortige Wiederwahl)
- 1960 bis zu einem Putsch am 7. Dezember 1961
- 1968–1972

1972 wurde er in Zusammenhang mit der Entdeckung großer Erdölvorräte im Amazonas-Tiefland durch den Putsch des Generals Guillermo Rodríguez Lara gestürzt. Ecuador trat der OPEC bei.
Die Nachfolger dieser zunächst relativ stabilen, selbst ernannten national-revolutionären Militärdiktatur wurden 1979 durch den frei gewählten sozialdemokratisch orientierten Präsidenten Jaime Roldós abgelöst, der am 24. Mai 1981 unter bis heute ungeklärten Umständen bei einem Flugzeugabsturz starb. Ihm folgte Vizepräsident Osvaldo Hurtado im Amt; diesem folgte 1984 der konservative León Febres Cordero. Cordero folgten der sozialdemokratische Rodrigo Borja und der konservative Architekt Sixto Durán-Ballén (Präsident August 1992 bis August 1996). Diese drei Präsidenten regierten jeweils ihre gesamte verfassungsgemäße Amtszeit.
Bereits nach wenigen Monaten endete 1997 die Präsidentschaft von Abdalá Bucaram, eines Schwagers von Jaime Roldós, im durch politische Unfähigkeit und Korruption hervorgerufenen Chaos, woraufhin der Präsident fluchtartig das Land Richtung Panama verlassen musste.
Eine neue Konstellation ergab sich, als in der Folge linksgerichtete Militärs mittlerer Ränge in seltener Koalition mit indianischen Gruppen durch einen Putsch am 21. Januar 2000 den Präsidenten Jamil Mahuad stürzten. Hintergrund waren vor allem die Proteste gegen die Abschaffung der eigenen Landeswährung Sucre zugunsten des US-Dollar. Nachdem kurz ein Triumvirat aus dem Indianerführer Antonio Vargas, dem ehemaligen Verfassungsrichter Carlos Solórzano und dem Obristen Lucio Gutiérrez die Macht übernommen zu haben schien, wurde schließlich – auch auf Drängen der US-amerikanischen Botschaft – der bisherige Vizepräsident Gustavo Noboa als Präsident eingesetzt und vereidigt. Er amtierte 22. Januar 2000 bis 15. Januar 2003 und brachte Mahuads Amtszeit zu Ende.

### Militärische Auseinandersetzungen mit Peru 1904–1995

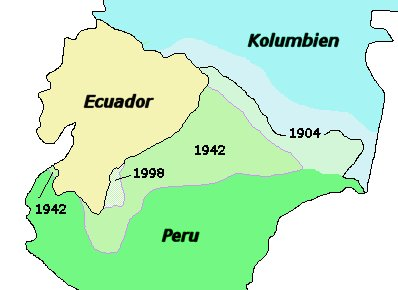
Gebietsverluste Ecuadors im 20. Jahrhundert

Ecuador verlor 1904 große Teile seines nominellen Staatsgebiets im Norden und Osten an seine Nachbarländer Peru und Kolumbien, wobei es diese Gebiete nie wirklich kontrolliert hatte.
1941 marschierte die peruanische Armee in den Süden von Ecuador ein und löste damit den Peruanisch-Ecuadorianischen Krieg aus. Das peruanische Militär brannte die Stadt Santa Rosa nieder, besetzte den wichtigen Bananenhafen Machala und bedrohte Guayaquil. Ecuador musste daraufhin 1942 im Vertrag von Rio de Janeiro die Hälfte seines verbliebenen Territoriums an Peru abgeben, wobei auch hier wieder zum großen Teil Gebiete vor allem im Osten und Südosten am Amazonas betroffen waren, in denen eine ecuadorianische Verwaltung seit der Kolonialzeit de facto nie bestanden hatte.
Der letzte Grenzkrieg mit Peru um das Gebiet der Cordillera del Condor am Río Cenepa brach Anfang 1995 aus. Die Streitigkeiten um die Auslegung des Rio-Protokolls wurde offiziell erst am 26. Oktober 1998 durch einen nunmehr als „endgültig“ bezeichneten Grenz- und Friedensvertrag beendet.

## 21. Jahrhundert
Bei den Wahlen im Oktober 2002 traten neben den Ex-Präsidenten Rodrigo Borja und Osvaldo Hurtado und dem Multimillionär Álvaro Noboa auch der inzwischen zum Politiker gewandelte Lucio Gutiérrez an. Er gewann im zweiten Wahlgang mit 54 % der Stimmen die Präsidentschaftswahl, konnte aber keine dauerhaft stabile Regierung bilden, da er seine Wahlversprechen insbesondere im Bereich der Sozialpolitik kaum umsetzen konnte. Die Minister der an der Regierung beteiligten Plurinationalen Indianerbewegung Pachakutik verließen daraufhin das Kabinett. Gutiérrez' eigene Partei PSP verfügte nur über sechs von 100 Parlamentsmandaten, so dass er in der Folgezeit auf wechselnde Koalitionen und instabile Mehrheiten angewiesen war. Unter anderem ließ er verfassungswidrig Richterposten am Obersten Gerichtshof neu besetzen, um Ex-Präsident Abdalá Bucaram die Rückkehr aus dem Exil zu ermöglichen.
Zeitweise drohte Ecuador unverschuldet eine Verwicklung in den kolumbianischen Bürgerkrieg, da die Rebellen der FARC die Nordgrenze des Landes immer wieder überschritten, um die unwegsamen Gebiete südlich des Putumayo als Ruheraum zu nutzen. Weiter haben die USA im Jahre 2000 eine Marinebasis an der Pazifikküste in Manta errichtet, um von dort aus kolumbianische Cocastrauch-Felder aus der Luft zu vernichten und die Guerilleros zu bekämpfen.

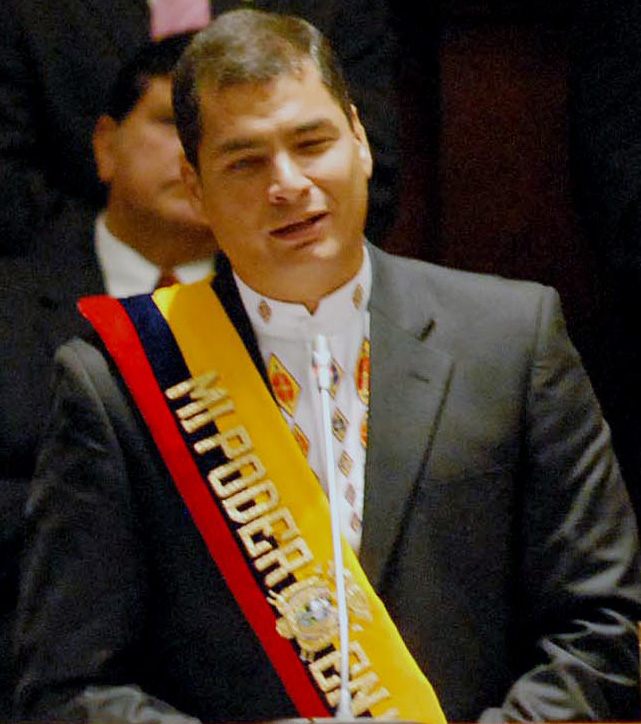
Rafael Correa bei seiner Amtseinführung

Am 20. April 2005 wurde der Präsident nach etwa einmonatigen Demonstrationen in Quito, die ihm Unfähigkeit, Korruption und Vetternwirtschaft vorwarfen, in einer Sondersitzung des Nationalkongresses seines Amtes enthoben; an seiner Stelle wurde der ehemalige Vizepräsident Alfredo Palacio vereidigt. Dieser war vom 20. April 2005 bis zum 15. Januar 2007 Präsident und führte die Amtsperiode Gutiérrez’ zu Ende. Sein Nachfolger wurde der vormalige Wirtschaftsminister Rafael Correa, der sich bei den Wahlen 2006 in der Stichwahl gegen Álvaro Noboa durchsetzte. Correa setzte sich kurz nach Amtsantritt für eine Volksabstimmung über die Einberufung einer verfassungsgebenden Versammlung ein, die im April 2007 abgehalten wurde. Die Ecuadorianer stimmten mit deutlicher Mehrheit für den Beginn der Ausarbeitung einer neuen Verfassung, die schließlich Ende September 2008 in einer Volksabstimmung angenommen und zum 20. Oktober 2008 in Kraft trat. Anstelle des Nationalkongresses trat die Nationalversammlung, die am 26. April 2009 erstmals gewählt wurde, zugleich stellte sich auch Präsident Correa zur Wiederwahl. Die stärkste Fraktion des 124 Abgeordnete starken Parlaments wurde mit 59 Abgeordneten Correas Regierungspartei Alianza PAÍS und der Präsident erhielt im ersten Wahlgang die erforderliche Mehrheit. Am 17. Februar 2013 wurde Rafael Correa in dritter Amtszeit zum Präsidenten gewählt. Nach seiner Regierungszeit war die Staatskasse leer, nachdem in den Erdölboomjahren bis 2014 die Staatsausgaben verdreifacht und die Staatsverschuldung mehr als verdoppelt worden waren. Ein Gesetz, das das Wachstum der Staatsausgaben beschränkt hatte, war von Correa noch in seiner Zeit als Finanzminister ausgehebelt worden. Der Schuldendienst des Landes übertraf im Frühjahr 2017 die Bildungsausgaben.

Nachfolger Correas wurde 2017 mit knapper Mehrheit sein Wunschkandidat Lenín Moreno. Er musste ein Haushaltsdefizit von 5,5 Prozent übernehmen und schlug bald einen neoliberalen Kurs ein. Um die Bedingungen für einen Kredit des IWF über 4 Mrd. US$ zu erfüllen, verfügte er Anfang Oktober 2019 die sofortige Streichung aller Subventionen auf Diesel- und Benzintreibstoff, was den Preis für Diesel etwa verdoppeln würde (allerdings auf immer noch vergleichsweise niedrige US$ 2,40 pro Gallone). Damit löste er landesweite Proteste, Straßensperren und Unruhen aus. Präsident Moreno rief den Notstand aus und ließ den Regierungssitz von Quito nach Guayaquil verlegen. Am 7. Oktober hatten Demonstranten drei Erdölförderanlagen besetzt. Correa hatte schon kurz nach Morenos Amtsantritt mit diesem gebrochen und später, aus dem belgischen Exil heraus, mit dem Movimiento Revolución Ciudadana eine neue politische Bewegung gegründet.
Moreno verzichtete auf eine Kandidatur bei den Präsidentschaftswahlen 2021, gewählt wurde Guillermo Lasso, während gleichzeitig die zuvor stärkste Partei Movimiento PAÍS von Moreno aus dem Parlament verschwand.
Die Politische Krise in Ecuador 2023 vom 9. Mai bis zum 17. Mai war eine Folge des Amtsenthebungsverfahrens gegen Präsident Guillermo Lasso.
Im selben Jahr erreichte Ecuador eine Welle der Gewalt durch die im Land aktiven Drogenkartelle, welche Ecuador als Transitland für Kokain benutzen. Die Mordrate übertraf diejenige von Mexiko. Vor diesem Hintergrund fanden vorgezogene Präsidentschafts- und Parlamentswahlen statt, nachdem Präsident Lasso unter Eindruck von Korruptionsvorwürfen das Parlament aufgelöst und damit auch die Neuwahl des Präsidenten besiegelt hatte. Der Präsidentschaftskandidat Fernando Villavicencio wurde wenige Tage vor dem ersten Wahlgang im August 2023 ermordet und die Wahl sowie der zweite Wahlgang, den schließlich Daniel Noboa für sich entschied, unter verschärften Sicherheitsvorkehrungen abgehalten.
Ab Sonntag, den 7. Januar 2024, eskalierte die Gewalt erneut, nachdem eine der Drogenbanden ihren Anführer aus einem Gefängnis befreit hatte. Es kam allein bis Dienstag durch verschiedene Banden zur Tötung von 10 Menschen (in Guayaquil) sowie zur Geiselnahme von 7 Polizisten und mindestens 139 Gefängnismitarbeitern, unter anderem bei einer weiteren Befreiung eines Anführers einer anderen Bande. Am Montag verhängte Staatspräsident Noboa für 60 Tage den Ausnahmezustand über das Land.